# Малък извор (област Хасково)
 За другото българско село вижте Малък извор (Област Ловеч).  
Малък извор е село в Южна България. То се намира в община Стамболово, област Хасково.